# Filippo Casagrande
Filippo Casagrande (Florència, Toscana, 28 de juliol de 1973) és un ciclista italià, ja retirat, que fou professional entre 1995 i el 2002. Els seus germans Francesco i Stefano també van ser ciclistes.
En el seu palmarès destaquen una victòria d'etapa al Giro d'Itàlia de 1995 i una altra a la Tirrena-Adriàtica de 1996.

## Palmarès
- 1994
  - 1r al Gran Premi de la indústria i el comerç artesanal de Carnago
  - 1r al Giro dels Abruços
- 1995
  - Vencedor d'una etapa al Giro d'Itàlia
- 1996
  - 1r a la Montecarlo-Alassio
  - 1r a la Coppa Agostoni
  - Vencedor d'una etapa a la Tirrena-Adriàtica
  - Vencedor de 3 etapes a la Regio-Tour
  - Vencedor de 2 etapes al Trofeo Dello Stretto

### Resultats al Giro d'Itàlia
- 1995. Abandona (8a etapa). Vencedor d'una etapa
- 1996. 87e de la classificació general
- 1997. Abandona (19a etapa).
- 1998. 71e de la classificació general
- 1999. 54e de la classificació general
- 2000. 60e de la classificació general

### Resultats al Tour de França
- 2000. Abandona (8a etapa)